# Bruno Michaud
Bruno Michaud (14. oktober 1935 - 1. november 1997) var en schweizisk fodboldspiller (forsvarer) og -træner.
Michaud spillede 15 for Schweiz' landshold, som han debuterede for i en EM-kvalifikationskamp mod Rumænien 24. maj 1967.
På klubplan tilbragte Michaud hele 12 år hos FC Basel, og var med til at vinde tre schweiziske mesterskaber med klubben. Han havde også et ophold hos Lausanne. Efter sit karrierestop var han også landstræner for Schweiz i perioden marts 1972 til april 1973.

## Titler
Schweizisk mesterskab
- 1967, 1969 og 1970 med FC Basel

Schweizisk pokal
- 1963 og 1967 med FC Basel

Schweizisk Liga Cup
- 1972 med FC Basel